# Bruno Asch

Bruno Asch (1890–1940)

Bruno Asch (* 23. Juli 1890 in Wollstein; † 15. Mai 1940 in Amsterdam) war ein deutscher Kommunalpolitiker der SPD.

## Leben
Bruno Asch kam als Sohn einer jüdischen Familie in Wollstein, damals Provinz Posen, zur Welt. Er besuchte die Schule bis zur Mittleren Reife und absolvierte dann in Berlin eine kaufmännische Lehre. Am Ersten Weltkrieg nahm Asch als Frontsoldat teil; dabei spielte er an der Ostfront eine führende Rolle bei der Bildung des „Großen Soldatenrats Kowno“ und wurde als 1. Vorsitzender des „zentralen Soldatenrats der Ostfront“ gewählt. Er wurde mit dem Eisernen Kreuz ausgezeichnet und begann sich politisch zu betätigen. Nach Kriegsende wurde er Mitglied der USPD und trat um 1921 in die SPD ein, er wurde 1920 als hauptamtlicher Wirtschaftsdezernent in Höchst am Main eingestellt. Er wurde 1923 als Bürgermeister von Höchst am Main gewählt, das zu dieser Zeit französisch besetzt war. Da er den Besatzungsbehörden Widerstand leistete, wurde er 1923 durch ein französisches Militärgericht zu drei Monaten Gefängnis verurteilt und anschließend aus Höchst ausgewiesen. Asch leitete seine Amtsgeschäfte telefonisch von Frankfurt am Main aus, bis ihn 1925 Bruno Müller als Bürgermeister ablöste. Von 1925 bis 1931 war Asch dann in der Ära des Neuen Bauens Stadtkämmerer in Frankfurt am Main, zeitgleich mit Stadtbaurat Ernst May. Am 15. September 1925 wurde er in nichtöffentlicher Sitzung mit 38 gegen 21 Stimmen gewählt und am 27. Oktober 1925 in sein Amt eingeführt. Mit dem Oberbürgermeister Ludwig Landmann und Stadtbaurat Ernst May bildete der Kämmerer Bruno Asch das „Gravitationszentrum des Magistrats in der Weimarer Republik“ (Dieter Rebentisch). Er war ein leidenschaftlicher Verfechter der von Ernst May initiierten expansiven Frankfurter Wohnungspolitik im Projekt Neues Frankfurt. Als Nachfolger des Berliner Stadtkämmerers Georg Lange (1883–1964) wechselte er 1931 nach Berlin. Die Nationalsozialisten vertrieben den Sozialisten jüdischer Herkunft 1933 aus dem Amt.

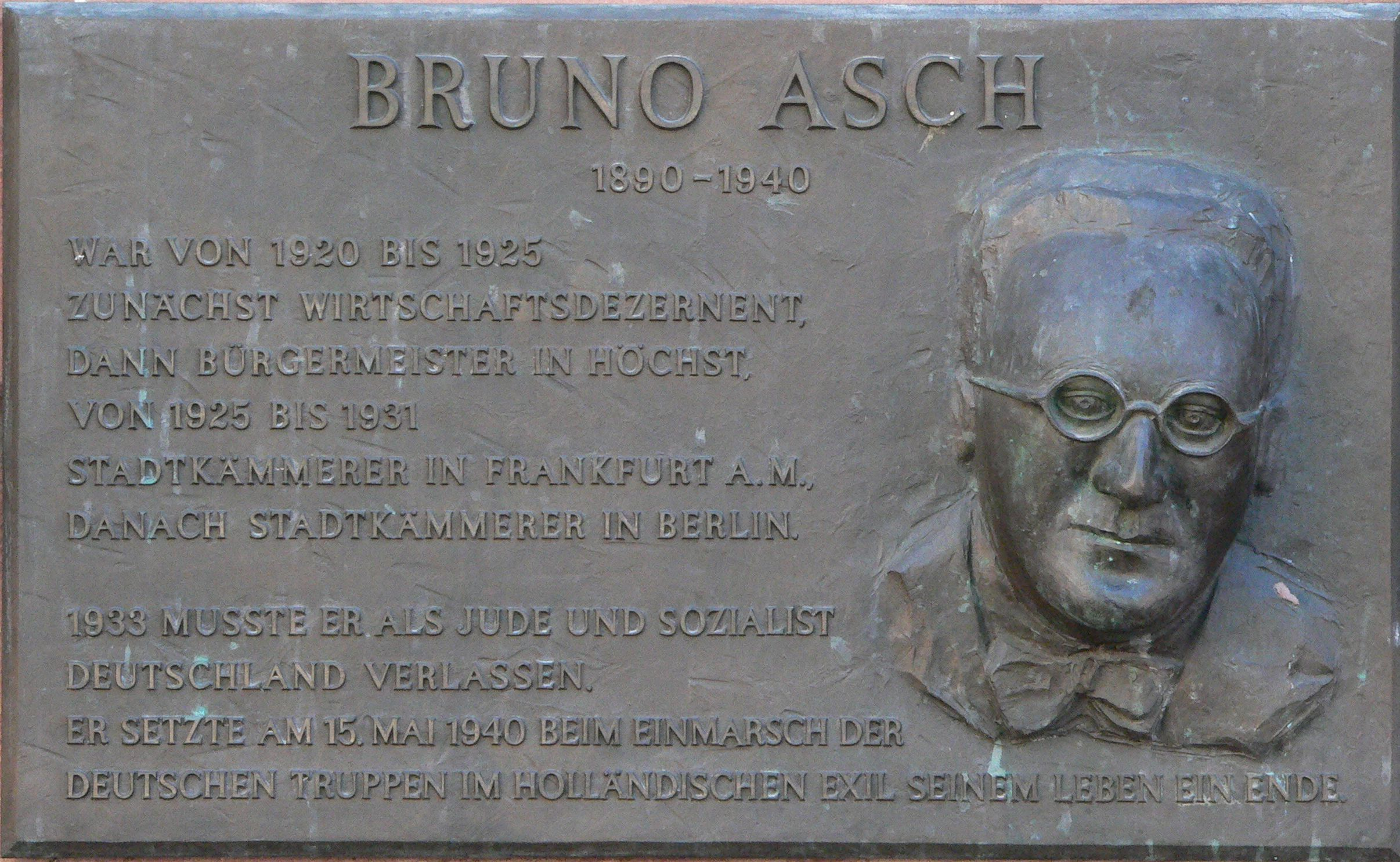
Gedenktafel für Bruno Asch am Bolongaropalast in Frankfurt-Höchst

Asch emigrierte zusammen mit seiner Frau Margarete Asch (* 16. Juni 1886 in Potsdam als Margarete Hauschner) und seinen drei Töchtern Mirjam (* 1920), Ruth Eva (* 1. Oktober 1923 in Höchst) und Renate Charlotte (* 24. April 1928 in Frankfurt a. M.) in die Niederlande. Hier nahm er sich beim Einmarsch der deutschen Truppen im Mai 1940 das Leben. Margarete und Renate wurden am 10. März 1943, Ruth Eva am 20. Juli 1943 deportiert und im Vernichtungslager Sobibor ermordet. Die älteste Tochter Mirjam überlebte in Palästina, wohin sie 1939 auswanderte.

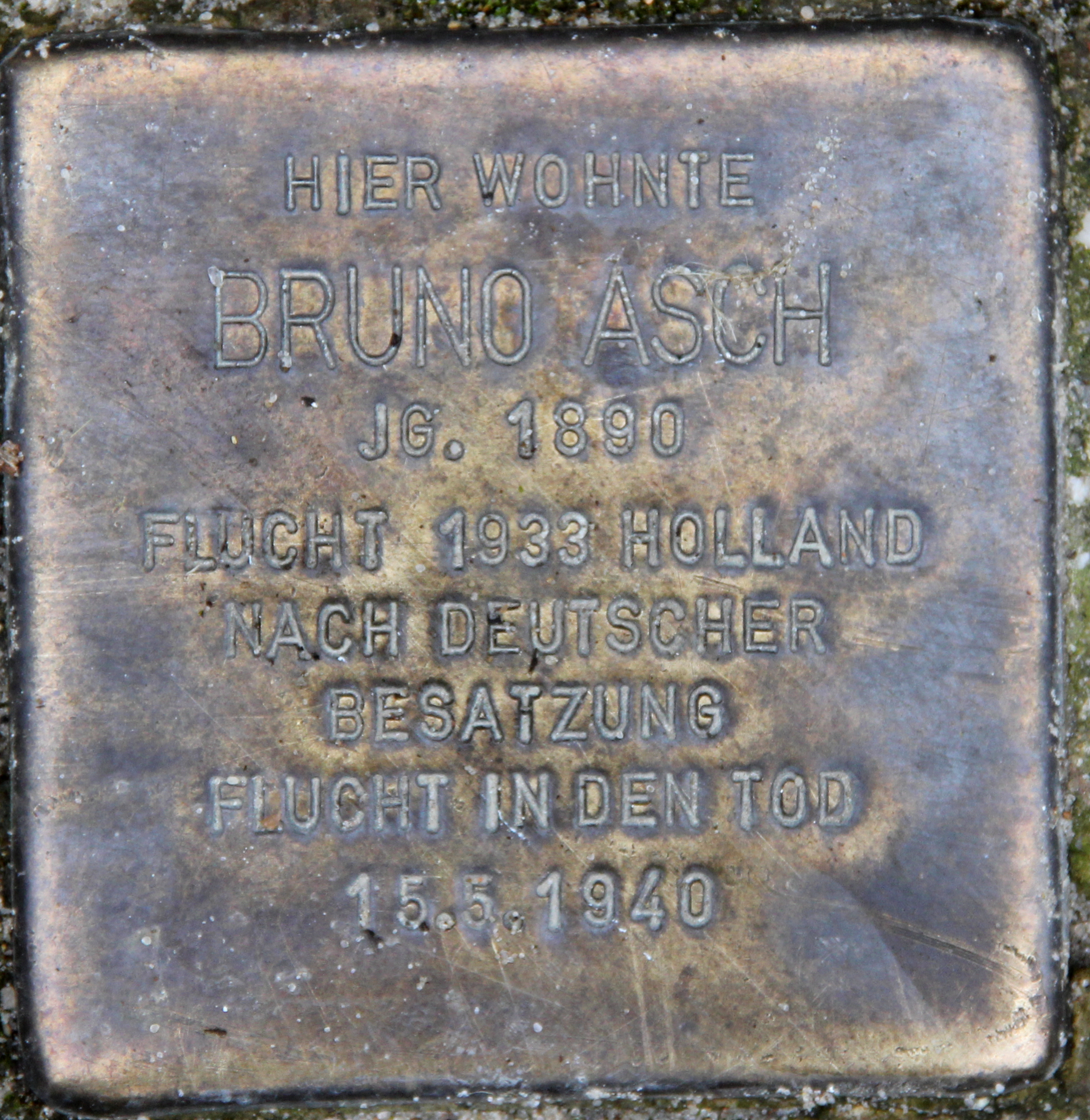
Stolperstein vor dem Haus, Breisacher Straße 19, in Berlin-Dahlem

## Gedenken
1994 wurde am Bolongaropalast in Höchst eine Gedenktafel angebracht. 
Die Stadt Frankfurt am Main benannte nach ihm einen im Jahre 1927 angelegten 7.500 m² großen Park vor dem Höchster Bahnhof, die Bruno-Asch-Anlage. Das Areal wurde im Jahre 2011 wieder in den ursprünglichen Zustand (abgesenkte Rasenfläche mit einem Kaskadenbrunnen, der von dem Bildhauer Paul Seiler entworfen worden war) versetzt.
Das Jüdische Museum Frankfurt zeigt seit 2005 ein Porträt Aschs des Malers Jakob Nussbaum aus dem Jahr 1930 in seiner Dauerausstellung.
2009 wurde vor seinem letzten Wohnsitz in Berlin ein Stolperstein verlegt.